# Zoe Lee
Zoe Lee (Richmond, 15 dicembre 1985) è una canottiera britannica, vincitrice della medaglia d'argento nell'otto a Rio de Janeiro 2016.

## Palmarès
- Olimpiadi

Rio de Janeiro 2016: argento nell'8.
- Campionati europei di canottaggio

Varese 2012: bronzo nell'8.
Belgrado 2014: argento nell'8.
Brandeburgo 2016: oro nell'8.